# Síndrome de West
A síndrome de West, ou espasmos infantis, é uma forma de epilepsia que se inicia na infância. É caracterizada pela tríade: espasmos infantis, hipsarritmia e retardo mental. Tem como causas mais comuns a esclerose tuberosa e a anóxia neonatal. 

## Epidemiologia
Síndrome de West constitui 2% de todas as epilepsias da infância, e 25% das epilepsias com início no primeiro ano de vida. A taxa de incidência é estimada em 2,5-6,0 casos por 10.000 nascidos vivos. Sua taxa de prevalência é de 1,5-2,0 casos por 10.000 crianças com idade de 10 anos ou menos.
Noventa por cento dos espasmos infantis começam em crianças menores de 12 meses. O pico de início é entre quatro e seis meses de idade.

## Histórico
Em 1841, o médico clínico geral W. J. West, de Tunbridge, escreveu uma carta ao editor da Lancet, intitulado "Uma forma peculiar de convulsões infantis." O objetivo de West era o de chamar a atenção de seus colegas para "uma espécie muito rara e singular de convulsões, peculiar de crianças." Ele descreveu os sintomas de seu filho em detalhes, em uma carta em que transmitia tanto, a objetividade do médico, quanto as frustrações de um pai de uma criança gravemente doente. Esta descrição inclui todas as características da entidade que atualmente chamamos "espasmos infantis".
"A criança está agora perto de um ano de idade, era uma criança que se apresentava extraordinariamente bem, saudável quando nasceu, e continuou a prosperar, até os quatro meses de idade. Foi nessa época que eu observei primeiro pequenos sobressaltos da cabeça para a frente, que eu então tinha considerado como uma brincadeira, mas foram, de fato, os primeiros indícios da doença, pois estes sobressaltos aumentaram em freqüência, e finalmente se tornaram tão freqüentes e poderosos, que causavam um completo espasmo da cabeça para a frente em direção aos joelhos, para logo em seguida relaxar na posição vertical, algo semelhante a ataques de emprostótonos, estes sobressaltos e relaxamentos seriam repetidos alternadamente em intervalos de poucos segundos, e repetiam-se de 10 a 20 ou mais vezes em cada ataque, que não continuavam por mais do que dois ou três minutos, ele às vezes tem dois, três, ou mais ataques durante o dia; eles vêm estando ele sentado ou deitado; pouco antes de virem ele está bem vivo e em movimento, faz um barulho estranho, e então, de repente, a cabeça vai para baixo e os joelhos para cima, então ele aparenta estar assustado e grita, ao mesmo tempo ele perde a força, fica pálido e exausto, mas ultimamente, ele recuperou sua boa aparência, e, independentemente do seu carinho comigo, é um filho bem crescido, embora ele não possua a vivacidade intelectual ou o poder de mover seus membros, como uma criança de sua idade, ele nunca chora no momento dos ataques, ou sorri ou emite qualquer aviso, mas aparenta placidez e lamento, ainda, sua audição e visão são boas, ele não tem poder de manter-se de pé ou usar seus membros, e sua cabeça cai sem apoio [p. 724]."
Dr. West não estava familiarizado com a entidade de espasmos infantis, que era "o problema" de seu filho. De fato, mesmo 160 anos após sua descrição, pouco se sabe sobre a etiologia e fisiopatologia dos mecanismos cerebrais envolvidos nesta desordem.

## Etiologia
Espasmos infantis raramente tem uma causa genética de base. Mutações em alguns genes como o CDKL5, ARX e o MAG12 estão relacionadas. Causas metabólicas como deficiência de GLUT1, deficiência de vitamina B12, folato e piridoxina, devem ser consideradas nas crianças que apresentam falha terapêutica, pois são erros metabólicos tratáveis. 

### Causas mais comuns
- Hidrocefalia
- Microcefalia
- Hidranencefalia
- Esquizencefalia
- Polimicrogiria
- Síndrome de Sturge-Weber
- Esclerose tuberosa
- Síndrome de Down
- Encefalopatia hipóxico-isquêmica
- Infecções congênitas
- Trauma
- Meningite
- Encefalite
- Hemorragias intracranianas
- Erros inatos do metabolismo
- Doenças degenerativas

A avaliação mais importante é para a hipótese de esclerose tuberosa, já que ela representa de 10 a 30% das causas de síndrome de West. Com o desenvolvimento de métodos diagnósticos mais específicos a proporção de causas idiopáticas tem diminuído.

## Sinais e sintomas
Espasmos iniciados de forma súbita, rápidos, de contração tônica da musculatura de tronco e membros. A musculatura relaxa em cerca de 0,5 a 2 segundos. As contrações podem durar 5 a 10 segundos. A intensidade dos espasmos pode variar de movimento sutil da cabeça até uma contração poderosa de todo o corpo. As crises ocorrem em salvas, separadas a cada 5 a 30 segundos. Ocorrem mais frequentemente antes de dormir ou ao acordar. Os espasmos podem ser flexores, extensores ou uma forma mista extensora e flexora. Regressão do desenvolvimento psicomotor acompanha os espasmos em 70-95% dos pacientes. Na maioria dos casos o exame físico geral não irá mostrar nenhuma alteração. O exame neurológico poderá mostrar atrasos no desenvolvimento ou regressão. Não existe nenhum achado patognomônico da doença.

## Exames complementares

### Eletroencefalografia
Sempre deve ser realizada em pacientes com suspeita de síndrome de West, já que o diagnóstico depende dos achados eletroencefalográficos. Se possível um video-EEG prolongado deve ser realizado pois um eletroencefalograma de 20 minutos rotineiro pode não captar o paciente em sono e vigília. Hipsarritmia é o padrão de EEG interictal característico da síndrome de West.

### Exames de neuroimagem
Cerca de 70-80% dos pacientes apresentarão achados anormais nos estudos de neuroimagem. Ressonância magnética fornece uma avaliação mais detalhada em relação a tomografia computadorizada quanto a detecção de áreas de disgenesia, desordens de migração neuronal ou da mielinização.

### Outros exames complementares
Antes do início da terapia medicamentosa devem ser solicitados hemograma completo, exame de urina, função hepática, função renal, eletrólitos, amônia, aminoácidos urinários, ácidos orgânicos urinários. Em caso de suspeita de infecção, realizar punção lombar.

## Tratamento
Tanto ACTH quanto vigabatrina podem ser úteis para o tratamento de curto prazo da síndrome de West, com preferência do ACTH sobre a vigabatrina. Um tempo de tratamento mais curto para o tratamento dos espasmos infantis com a terapia hormonal ou vigabatrina possivelmente melhora os resultados do desenvolvimento, a longo prazo. A utilização da terapia hormonal (ACTH ou prednisolona), deve ser priorizada em detrimento à vigabatrina em lactentes com espasmos infantis criptogênicos, por mostrar melhores resultados com relação ao desenvolvimento. ACTH em baixa dose mostrou eficácia comparável ao ACTH em doses elevadas para o tratamento de espasmos infantis.  
A evidência atual é insuficiente para apoiar outra terapia medicamentosa ou dietética, além do uso de ACTH e vigabatrina.

## Complicações medicamentosas
Um estudo retrospectivo com 130 pacientes com espasmos infantis mostrou que pacientes tratados com ACTH podem desenvolver ganho de peso precoce e aumento da pressão sistólica e diastólica em comparação a pacientes em uso de drogas antiepilépticas. O principal efeito colateral da vigabatrina é o risco de defeitos na visão periférica permanentes (ex. retinopatia envolvendo perda visual em ambos os olhos), por isso, a criança em uso de vigabatrina deve ser avaliada trimestralmente por médico oftalmologista. 

## Prognóstico
O prognóstico da síndrome de West é, no geral, ruim e está diretamente relacionado a causa de base.  Crianças com síndrome de West "sintoma", ou seja secundária, tem pior prognóstico que crianças com síndrome de West "doença" ou idiopática. Setenta por cento dos pacientes vão evoluir com retardo mental severo. Quatorze por cento apresentarão desenvolvimento cognitivo próximo do normal. Entre 18 e 50% dos pacientes vão desenvolver síndrome de Lennox-Gastaut ou algum outro tipo de epilepsia generalizada. A mortalidade é aumentada.